# 클래라 블랜딕

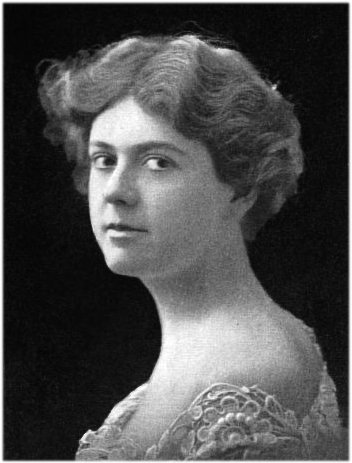

클래라 블랜딕(Clara Blandick, 1880년 6월 4일 ~ 1962년 4월 15일)는 미국의 연극 배우, 영화배우이다.
영국령 홍콩에서 태어났으며 할리우드에서 사망하였다. 사인은 과다복용이다. 포리스트 론 메모리얼 파크에 매장되었다.

## 영화
- 러브 댓 브루트 (1950년)
- 라이딩 하이 (1950년)
- 아버지와 인생을 (1947년)
- 쉬-울프 오브 런던 (1946년)
- 스톨렌 라이프 (1946년)
- 캔트 헬프 싱잉 (1944년)
- 천국은 기다려준다 (1943년)
- 두 베리 워즈 어 레이디 (1943년)
- 딕시 (1943년)
- 철완 짐 (1942년)
- 잇 스타티드 위드 이브 (1941년)
- 스워니 리버 (1939년)
- 더 스타 메이커 (1939년)
- 허클베리 핀의 모험 (1939년)
- 모호크족의 북소리 (1939년)
- 오즈의 마법사 (1939년)
- 유 캔트 해브 에브리씽 (1937년)
- 스타 이즈 본 디 오리지널 (1937년)
- 트레일 오브 더 론섬 파인 (1936년)
- 화려한 말괄량이 (1936년)
- 분노 (1936년)
- 안소니 에드버즈 (1936년)
- 걸 프롬 미주리 (1934년)
- 고잉 헐리우드 (1933년)
- 옌 장군의 쓰디쓴 차 (1933년)
- 쓰리 온 어 매치 (1932년) - 미시즈 키튼 역
- 이지스트 웨이 (1931년)
- 퍼제스트 (1931년)
- 인스퍼레이션 (1931년)
- 허클베리 핀 (1931년)
- 톰 소여 (1930년)
- 로맨스 (1930년)
- 와이즈 걸스 (1929년)